# 光宗薰
光宗薰（日语：光宗 薫，1993年4月26日—）是日本組合AKB48的前成員，出生於愛媛縣，成長於大阪府，經紀公司為伊藤公司。

## 經歷
2011年
- 3月，參加「神戶COLLECTION模特兒甄選（日语：神戸コレクション#神コレモデルオーディション）」比賽。
- 9月，於「AKB48第十回研究生（13期生）試鏡會（日语：AKB48のオーディション#第十回研究生（13期生）オーディション）」中合格，成為AKB48的13期生[1]。
- 12月8日，以13期生在AKB48 6周年紀念的劇場公演中出道。
- 12月20日，在「AKB48紅白對抗歌唱大賽」中，唯一以13期研究生身分參與演出，並聯同Team 4的島崎遙香及山內鈴蘭一起演唱《心型病毒》。

2012年
- 4月，首度演出日劇「ATARU」。
- 11月24日，首度主演的電影「女子カメラ」上映。
- 8月24日，於東京巨蛋舉辦演唱會「AKB48 in TOKYO DOME ～1830m的夢想～」的第一天活動中，宣布由研究生昇格至Team K，成為正式成員[2][3]。
- 10月24日，由AKB48劇場經理戶賀崎智信於Blog宣布她因身體不適而退出AKB48。

2014年
- 4月4日，加入經紀公司FLAVE ENTERTAINMENT[4]。

2025年
- 1月，與FLAVE ENTERTAINMENT的合約結束，移籍至伊藤公司[5]。

## 人物
- 在高中讀書時在大阪的女僕咖啡廳當兼職[6]。

## AKB48時期參與歌曲

### 單曲CD
|      | 發行日期       | 單曲名稱 | 參與歌曲名稱 | 名義          | 收錄於 | MV | 備註     |
| ---- | -------------- | -------- | ------------ | ------------- | ------ | -- | -------- |
| 27th | 2012年08月29日 | 格子花紋 | 那一天的風鈴 | Waiting Girls | 劇場盤 |    |          |
| 28th | 2012年10月31日 | UZA      | 破壞&重建    | Team K        | Type-K | ★  | [ 註 2 ] |

- 標註有「★」符號者表示該首歌曲有拍攝MV。

### 專輯CD
|      | 發行日期       | 專輯名稱 | 參與歌曲名稱      | 名義                    | 收錄於 | 備註 |
| ---- | -------------- | -------- | ----------------- | ----------------------- | ------ | ---- |
| 04th | 2012年08月15日 | 1830m    | 櫻桃與孤獨        | Team 研究生             | 全版本 |      |
| 04th | 2012年08月15日 | 1830m    | 藍天 不會寂寞嗎？ | AKB48+SKE48+NMB48+HKT48 | 全版本 |      |

## AKB48劇場公演分組曲
| 公演名稱                    | 參與歌曲名稱        | 備註 |
| --------------------------- | ------------------- | ---- |
| 研究生時期                  |                     |      |
| Team 研究生「RESET」公演    | 奇蹟也趕不及合格    |      |
| Team 研究生「RESET」公演    | 為了明天而接吻      |      |
| Team 研究生「我的太陽」公演 | 我 朱麗葉與雲霄飛車 |      |

## 出演

### 電視連續劇
- 私立馬鹿蘭高校（2012年4月14日－6月30日、日本電視台）飾演 時宗小百合
- ATARU（2012年4月15日－2012年6月24日、TBS電視台）飾演 石川唯
- 黑金丑岛君 第三季 (2016年7月18日至9月19日播出, MBS制作) 饰演  上原真由美

### 電影
- 劇場版 私立馬鹿蘭高校（2012年10月13日）飾演 時宗小百合
- 女子カメラ（2012年11月24日、フレッシュハーツ）主演・飾演 吉澤美樹
- ピース オブ ケイク （小菜一碟，2015年） 饰演 明里
- 淨化萬事屋ルームロンダリング (2018年) 飾演 千夏本悠希

#### 綜藝節目
- （2012年2月19日、日本電視台）[7]。

- Asian Ace（日语：Asian Ace）（2012年4月28日、TBS電視台）[8]。